# Севернокорејски вон
Севернокорејски вон (корејски: 조선민주주의인민공화국 원; ханча: 朝鮮民主主義人民共和國圓) је званична валута у Северној Кореји. Међународни код је KPW. Симбол за вон је ₩. Вон издаје Централна банка Демократске Народне Републике Кореје. Један вон састоји се од 100 чона (전/錢).
Реч вон је когнат кинеског јуана и јапанског јена. Сва три назива потичу од кинеског карактера 圓 за округли облик.
Пуштен је у оптицај 6. децембра 1947. Пре тога у употреби је био корејски јен. Намењен је искључиво употреби од стране домаћих држављана. За посетиоце се штампају различите новчанице и то два типа, у црвеној боји за посетиоце из социјалистичких држава и плаво/зелене за посетиоце из капиталистичких држава. У последње време ово правило се све мање примењује и даје се предност плаћању у иностраној валути, посебно у еврима. Вон је до 2001. био везан за курсну вредност америчког долара у односу 2,16 (што је датум рођења Ким Џонг Ила) а у 2010. је био у односу 143.07 према долару. У новембру 2009. је извршена деноминација а становништво је добило рок од недељу дана да старе новчанице замени за нове и то лимитирано на вредност од око 40 америчких долара. Лимит је касније два пута повећаван услед протеста. Нове новчанице су дистрибуиране недељу дана касније те су стога трговине и ресторани били затворени.
Постоје новчанице у износима 5, 10, 50, 100, 200, 500, 1000, 2000 и 5000 вона и кованице од 1, 5, 10 и 50 чона као и 1 вона.

## Новчанице
| Слика | Слика  | Вредност | Димензије   | Главна боја  | Опис                                           | Опис                                                          | Опис                                       | Датум на новцу |
| Аверс | Реверс | Вредност | Димензије   | Главна боја  | Аверс                                          | Реверс                                                        | Заштитни знак                              | Датум на новцу |
| ----- | ------ | -------- | ----------- | ------------ | ---------------------------------------------- | ------------------------------------------------------------- | ------------------------------------------ | -------------- |
|       |        | ₩5       | 145 × 65 mm | Плава        | Чланови партије                                | Хидроелектрана Хванганг и електрана                           | Монгнан (Национални симбол Северне Кореје) | Јуче 91 (2002) |
|       |        | ₩10      | 145 × 65 mm | Зелена       | Војници (ваздухопловство, морнарица, пешадија) | Споменик победе „Отаџбина ослободилачког рата“ (Корејски рат) | Монгнан (Национални симбол Северне Кореје) | Јуче 91 (2002) |
|       |        | ₩50      | 145 × 65 mm | Љубичаста    | Инжењер, пољопривредник и радни интелектуалац  | Споменик оснивању Радничке партије Кореје                     | Монгнан (Национални симбол Северне Кореје) | Јуче 91 (2002) |
|       |        | ₩100     | 145 × 65 mm | Зелена       | Монгнан (Цвет)                                 |                                                               | Монгнан (Национални симбол Северне Кореје) | Јуче 97 (2008) |
|       |        | ₩200     | 145 × 65 mm | Бордо        | Ћианлима (Коњ из митологије)                   |                                                               | Монгнан (Национални симбол Северне Кореје) | Јуче 97 (2008) |
|       |        | ₩500     | 145 × 65 mm | Сива         | Тријумфална капија Пјонгјанга                  |                                                               | Монгнан (Национални симбол Северне Кореје) | Јуче 97 (2008) |
|       |        | ₩1000    | 145 × 65 mm | Црвена       | Родно место Ким Џонг-сука у Хорјонгу           | језеро Самји                                                  | Монгнан (Национални симбол Северне Кореје) | Јуче 97 (2008) |
|       |        | ₩2000    | 145 × 65 mm | Плава        | Тајни камп Паектусан, врх Јонг-ил              | Баекду                                                        | Монгнан (Национални симбол Северне Кореје) | Јуче 97 (2008) |
|       |        | ₩5000    | 145 × 65 mm | Браон        | Ким Ил-Сунг                                    | Мангионгдае                                                   | Монгнан (Национални симбол Северне Кореје) | Јуче 97 (2008) |
|       |        | ₩5000    | 145 × 65 mm | Браон и роза | Родно место Ким Ил-Сунга у Мангионгдаеу        | Међународна изложба пријатељства на планини Миоханг           | Монгнан (Национални симбол Северне Кореје) | Јуче102 (2013) |